# Monoblastus spinosus
Monoblastus spinosus là một loài tò vò trong họ Ichneumonidae.